# ロナルド・ベール
ロナルド・ベール（Ronald David Vale、1959年1月11日 - ）'はアメリカ合衆国の生化学者、麻酔科医。カリフォルニア大学サンフランシスコ校教授。モータータンパク質の発見で知られる。カリフォルニア州ハリウッド出身。
1980年にカリフォルニア大学サンタバーバラ校卒業後、1985年にスタンフォード大学からPh.D.を取得し、ウッズホール海洋生物学研究所で博士研究員となった。1995年から:ハワード・ヒューズ医学研究所に所属。

## 主な受賞歴
- 1991年 ファイザー酵素化学賞
- 2012年 ワイリー賞
- 2012年 アルバート・ラスカー基礎医学研究賞
- 2013年 マスリー賞
- 2017年 ショウ賞 生命科学および医学部門
- 2019年 ガードナー国際賞

## 参照
- Ronald Vale
- Ronald D. Vale, Ph.D.